# Marion z Aleksandrii
Marion z Aleksandrii (gr. Μαρίων) – starożytny grecki atleta pochodzący z Aleksandrii, olimpijczyk. Jeden z siedmiu atletów w historii, którym udało się zdobyć w Olimpii prestiżowy tytuł paradoksonikes, zwyciężając jednocześnie w zapasach i pankrationie. Wyczynu tego dokonał na igrzyskach w roku 52 p.n.e.